# Норт-Чарлстон
Норт-Чарлстон (англ. North Charleston) — город в округах Беркли, Чарлстон и Дорчестер, штат Южная Каролина, США. 3-й по количеству жителей город штата (2017) и 266-й по этому показателю в США (2017).
Прозвище города — «Отличное место, чтобы жить, работать и играть», девиз — «Настойчивость — Прогресс — Процветание».

## География, климат, транспорт
Норт-Чарлстон расположен в юго-восточной части штата, в Приатлантической низменности, одновременно на территории трёх округов. Площадь города составляет 198,4 км², из которых 9,1 км² (4,6 %) занимают открытые водные пространства. Юго-западную границу города формирует река Эшли, восточную — река Купер. С юга Норт-Чарлстон вплотную граничит со «своим старшим братом» — городом Чарлстон, с северо-востока — с городом Ханаан, с севера — с городом Гус-Крик, с северо-запада — с городом Саммервилл.
В среднем за год на город выпадает 1178 мм осадков: самый влажный месяц — август со 166 мм, самый сухой — ноябрь с 55 мм. В среднем в году бывает 106,9 дней, когда есть хоть какие-то осадки: больше всего таких дней в августе — 11,9, меньше всего октябре — 6,1. В среднем в году над городом 2810,8 часов светит солнце: самый солнечный месяц — май с 294,5 часами, самый сумрачный — декабрь со 170,5 часами.
Через город проходят крупные автомагистрали I-26, I-526, US 52, US 78 и менее крупные местного значения SC 7, SC 61, SC 165 и SC 642.
Воздушное сообщение города обеспечивают гражданский международный аэропорт Чарлстон и военный Чарлстон-Филд, расположенные в центральной части города. Автобусное сообщение обеспечивает Charleston Area Regional Transportation Authority.

## История
С XVII века и до начала Гражданской войны местность, на которой ныне стоит Норт-Чарлстон, использовалась под плантации риса и индиго. В конце XIX века жители быстро растущего Чарлстона стали селиться всё дальше и дальше на север от своего города, в результате чего обширные плантации постепенно превратились в небольшие фермы.
В 1901 году Чарлстон признал свою северную окраину, Норт-Чарлстон, самостоятельным регионом с большим потенциалом индустриального, военного и делового развития, этот год можно считать датой основания самостоятельного поселения. В том же году в Норт-Чарлстоне заработал военно-морской док Charleston Naval Shipyard (закрыт в 1996 году), открылись крупные заводы по производству фосфатных удобрений, резины и асбеста. Норт-Чарлстон пытался следовать градостроительной концепции «город-сад», но реализовать эту программу в полной мере не смог.
В 1935 году в городе появилось собственное пожарное подразделение.
27 апреля 1971 года в поселении прошёл референдум за получение статуса «город», большинство жителей высказались «за». 12 июня 1972 года данный статус (city) Норт-Чарлстону был присвоен, первым мэром стал Джон Боурн, который занимал эту должность 19 лет (6 сроков). На тот момент население города составляло около 22 тысяч человек. В течение первого месяца юридической самостоятельности Норт-Чарлстон принял 61-страничный Кодекс, назначил начальника полиции, казначея, аннексировал первое предприятие и торжественно открыл первый городской парк. В декабре того же года в состав юного города вошли расположенные поблизости военно-морской док, базы ВМФ и ВВС, а также гражданский международный аэропорт, что позволило Норт-Чарлстону занять 4-ю строчку в списке самых больших городов штата, а к 1976 году и 3-ю. К февралю 1973 года Норт-Чарлстон удвоил свою территорию по сравнению с первоначальной, в марте вышел за пределы округа Чарлстон в округ Беркли. К маю того же года на службе города уже состояли 21 офицер полиции на шести служебных автомобилях. Спустя год после образования, в июне 1973 года население города составляло уже около 53 тысяч человек.
12 июня 1982 года, к 10-летию города, правительство Норт-Чарлстона опубликовало свежие данные: население — около 65 тысяч человек, площадь — 79 км², инвестиции за десятилетие — 15 миллионов долларов, в том числе 1,95 миллионов в парки и сохранение живой природы, 2,28 миллионов — в экономическое развитие.
В 1985 году в Норт-Чарлстоне открылись Wal-Mart Stores и его подразделение Sam’s Club. По оценкам 1986 года население города составило около 78 тысяч человек, площадь — 121,7 км². В том же году в центре города, перед мэрией, был установлен монумент ветеранам Вьетнамской войны (в марте 2008 года перемещён в парк-музей близлежащего городка Маунт-Плезант).
В сентябре 1989 году городу был причинён значительный ущерб ураганом Хьюго.
С 1991 по 1994 года вторым мэром города стал Бобби Кинард, который вошёл в историю города сильными разногласиями с правительством Норт-Чарлстона. В 1994 году третьим мэром стал Кит Самми, который неоднократно переизбирался на последующие сроки и по-прежнему руководит городом по состоянию на март 2015 года. В июне 2010 года 64-летний экс-мэр Бобби Кинард покончил жизнь самоубийством.

### Убийство белым полицейским чернокожего
4 апреля 2015 года в Норт-Чарлстоне 33-летний белый полицейский Майкл Т. Следжер застрелил 50-летнего безоружного чернокожего нарушителя правил дорожного движения по имени Уолтер Скотт. После того как нарушитель повздорил с полицейским и пустился бежать, Следжер выпустил ему в спину восемь пуль (в цель попали пять). После этого он по рации сообщил в полицейский участок, что на него было совершено нападение, нарушитель выхватил у него электрошокер Тазер, поэтому он открыл огонь на поражение. Затем полицейский надел на умирающего Скотта наручники и подбросил ему свой якобы похищенный электрошокер. Инцидент был заснят очевидцем на видеокамеру, поэтому ложь полицейского вскрылась, он арестован и уволен из полиции, ему грозит смертная казнь или пожизненное лишение свободы, а также возможен иск от родственников убитого, если будет доказано, что Следжер — расист.
Журналисты немедленно провели аналогию между этим убийством и убийством чернокожего подростка Майкла Брауна в Фергусоне в 2014 году: тогда в результате беспорядков были ранены 13 человек (из них 6 полицейских) и арестованы 205 человек.

## Культура
- Музей подводной лодки H. L. Hunley. Первая подводная лодка в истории, потопившая вражеский корабль в ходе боевых действий. Пролежала на дне океана с 1864 по 2000 год.
- В городе ежегодно проводится кинофестиваль Park Circle Films[15].

## Достопримечательности
- Колизей Норт-Чарлстона[англ.] — многофункциональная (футбол, баскетбол, хоккей, рестлинг; концерты, шоу) арена, работает с 1993 года. Домашний стадион местной хоккейной команды Саут Каролина Стингрейс.
- С конца 1780-х годов до 1803 года на месте будущего города существовал «Французский ботанический сад» площадью около 0,45 км². Его основал ботаник и путешественник Андре Мишо (1746—1802), который жил здесь с 1786 по 1796 год.
- Исторический район Эшли-Ривер (англ.) — застроен около 1670 года, внесён в Национальный реестр исторических мест США (НРИМ) в 1994 году.
- Клиника ВМФ (англ.) — построена в 1903 году, внесена в НРИМ в 2010 году.

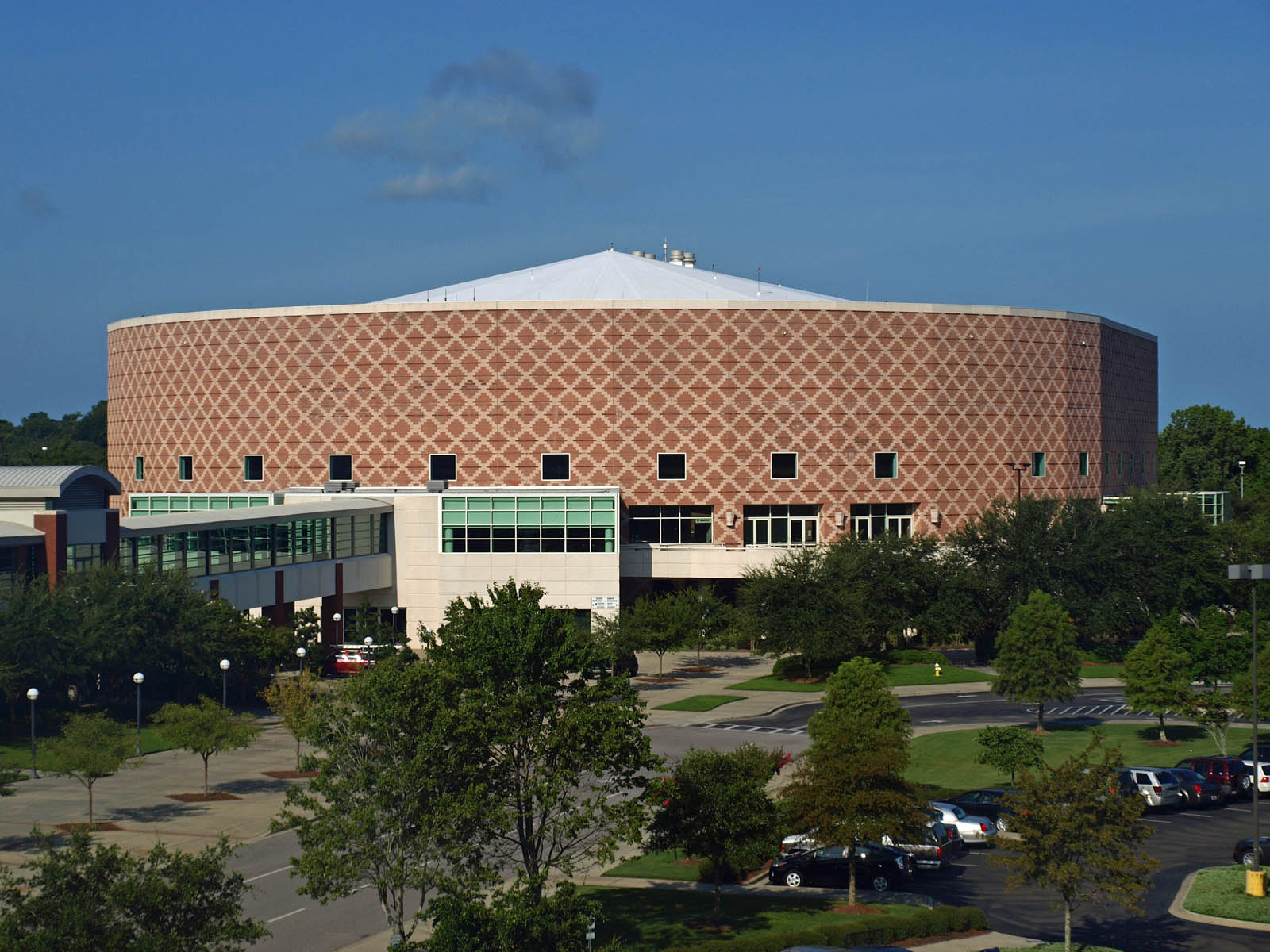
Колизей Норт-Чарлстона[англ.]
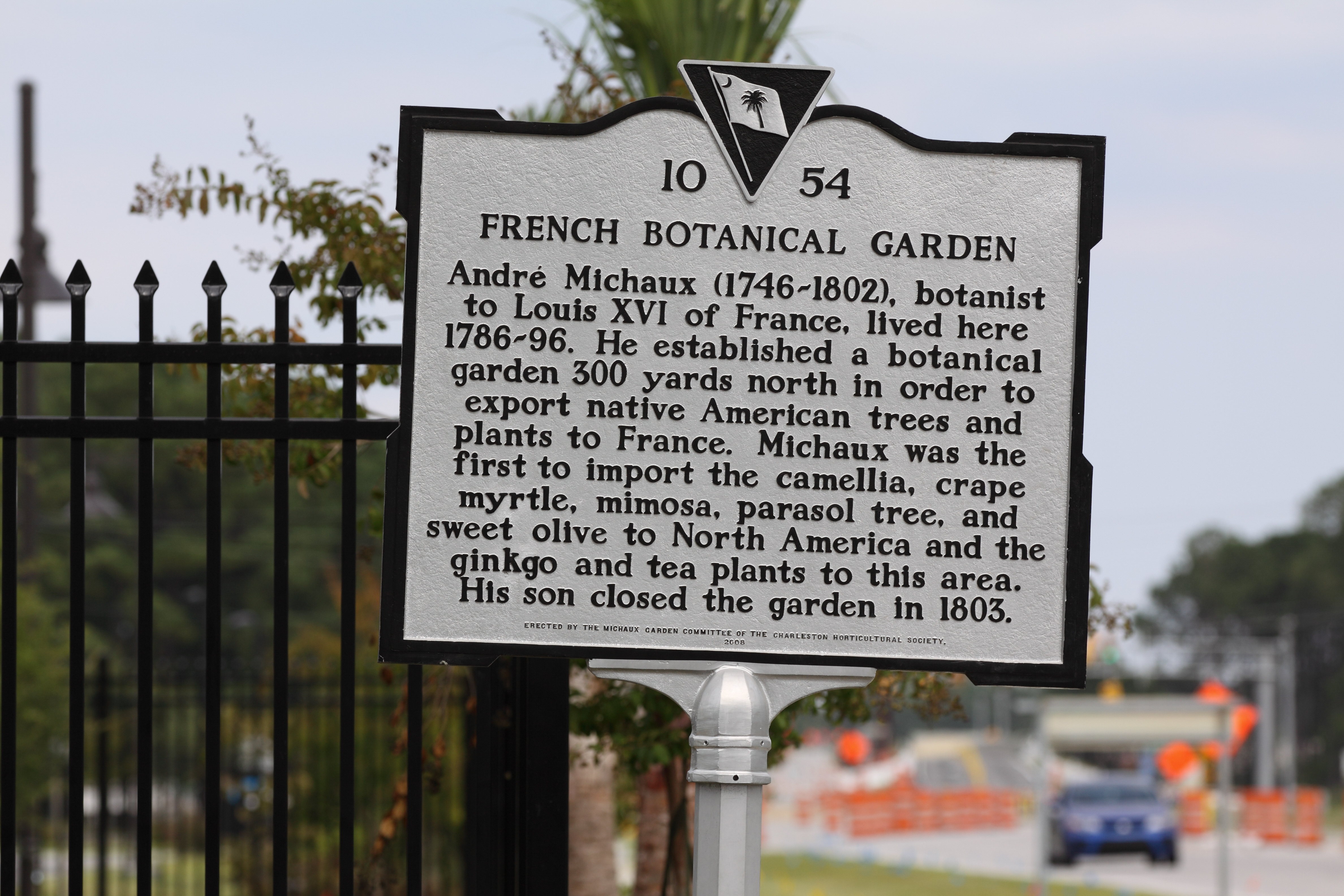
Более двух веков назад здесь был разбит «Французский ботанический сад»

## Демография
На всём протяжении существования города его население неспешно, но постоянно росло. В 2012 году был преодолён рубеж в 100 000 человек.
2010 год
По переписи 2010 года в Норт-Чарлстоне проживали 97 471 человек, было 35 316 домохозяйств и 23 271 семья. Расовый состав: белые — 48,6 %, негры и афроамериканцы — 45,12 %, коренные американцы — 0,46 %, азиаты — 3,22 %, уроженцы тихоокеанских островов — 0,18 %, прочие расы — 1,78 %, смешанные расы — 1,93 %, латиноамериканцы (любой расы) — 3,97 %.
В 37,9 % домохозяйств проживали дети младше 18 лет, 36 % представляли собой женатые пары, живущие совместно, 22,8 % — женщин — глав семьи без мужа, 36,3 % домохозяйств не являлись семьями. Средний размер домохозяйства был 2,51 человека, семьи — 3,1 человека.
27,9 % населения Норт-Чарлстона были младше 18 лет, 13,4 % — в возрасте от 18 до 24 лет, 32 % — от 25 до 44 лет, 17,7 % — от 45 до 64 лет и 9 % жителей были старше 65 лет. Средний возраст горожанина был 30 лет. На 100 лиц женского пола приходилось 98,1 мужского, причём на 100 совершеннолетних женщин приходилось уже 95,5 мужчин сопоставимого возраста.
Средний доход домохозяйства составлял 36 719 долларов в год, семьи — 34 621 доллар. Мужчины в среднем в год зарабатывали 30 620 долларов, женщины — 28 248 долларов. Доход на душу населения составлял 20 361 доллар в год, 19,9 % семей и 23,2 % населения Норт-Чарлстона проживали за чертой бедности, в том числе 33,8 % несовершеннолетних и 13 % пенсионеров.
2012 год
По оценкам 2012 года средний доход домохозяйства составлял 38 258 долларов в год, при среднем по штату 43 107 долларов, доход на душу населения был 19 611 долларов в год.
2013 год
По оценкам 2013 года в Норт-Чарлстоне проживали 104 054 человека: 50 % женского пола и 50 % мужского. Средний возраст горожанина был 30,7 лет, при среднем по штату 38 лет. О происхождении своих предков жители Норт-Чарлстона сообщили следующее: немцы — 7,8 %, ирландцы — 5,5 %, англичане — 5 %, французы — 1,7 %, итальянцы — 1,5 %. Опрос горожан старше 15 лет показал, что 42,1 % из них не состоят в браке и никогда в нём не были, 38,5 % состоят в браке и живут совместно, 3,3 % состоят в браке, но живут раздельно, 4,2 % вдовствуют и 11,9 % находятся в разводе. 9 % жителей были рождены вне США, при среднем по штату 4,7 %.
2014 год
По данным на июнь 2014 года безработица в Норт-Чарлстоне составила 5,8 %, при среднем по штату 5,7 %.

## Прочие факты
- Самая популярная зелёная зона города — парк «Уоннамейкер»[21].
- В городе дислоцирован военный объект Joint Base Charleston.
- В городе вещают собственные маломощные телестанции WJNI-LD и WAZS-LD.

## Известные люди
- В этом городе имел свой трейлерный парк Чарльз Грин, известный также как Злой Дед.